# 奧弗洛德火山
73°10′S 164°36′E / 73.167°S 164.600°E

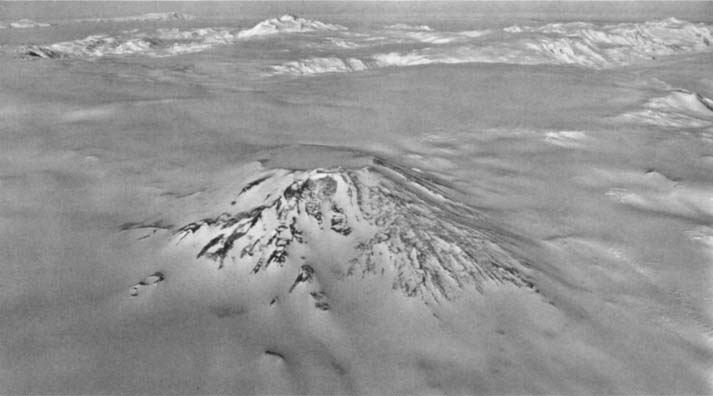

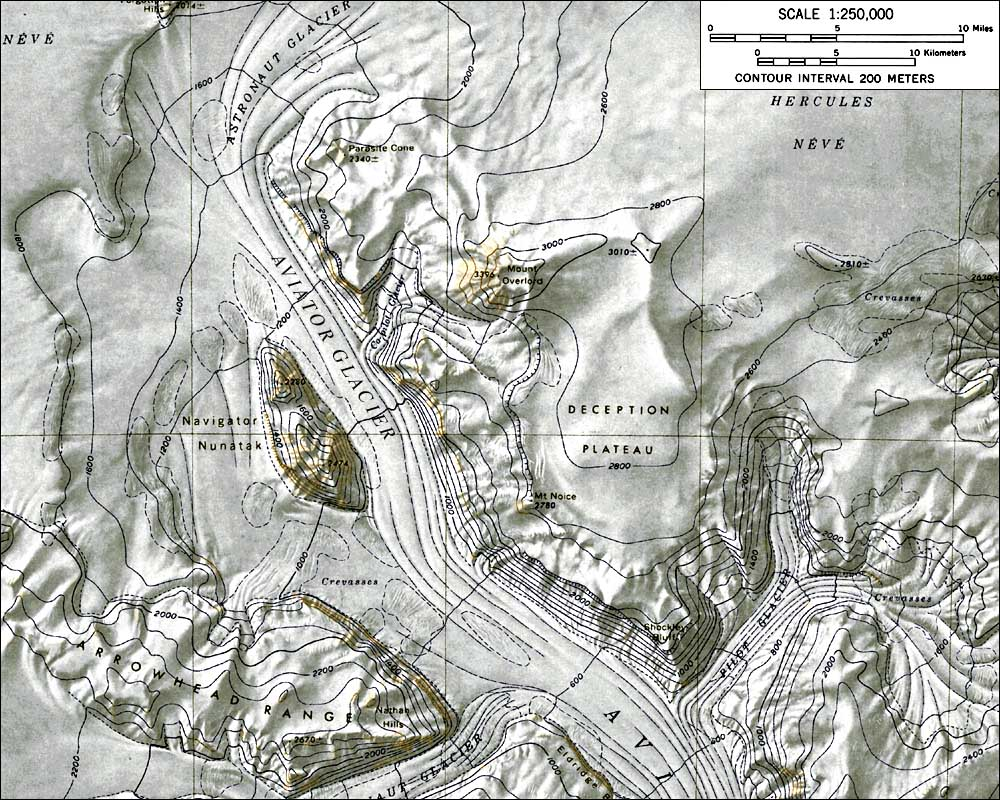

奧弗洛德火山是南極洲的火山，位於維多利亞地，距離羅斯海50英里，海拔高度3,395米，山體在700萬年前形成，最近一次火山爆發在中新世發生。